# Hosu
Ham Seung-wan（韓語：함승완，1998年3月16日—），韩国男歌手，艺名为Hosu（韓語：호수），是VT娱乐旗下的韩国歌手。2022年2月26日以Black Level出道，在团内担任副唱。

## 演艺生涯

### 2021年-至今：Black Level
2021年9月19日，成为VT娱乐旗下即将出道的男子团体Black Level的成员。
2022年2月26日，以迷你专辑《New-Start》出道。

## 音乐作品

### 迷你专辑
- Black level時期：《New-Start》（2022）

## 外部連結
- Black level的X（前Twitter）
- Black level的Instagram帳戶
- YouTube上的Black level頻道